# دگا ۶۶۷۳
سیارک ۶۶۷۳ (به انگلیسی: 6673 Degas، نامگذاری:2246T-1) شش هزار و ششصد و هفتاد و سومین سیارک کشف شده‌است که در ۲۵ مارس ۱۹۷۱ کشف شد.
قدر مطلق سیارک برابر ۱۳٫۰۰ است.